# Dwór w Żydowie
Dwór w Żydowie – zabytkowy dwór znajdujący się we wsi Żydowo, w powiecie gnieźnieńskim, w gminie Czerniejewo, przy ulicy Tadeusza Kościuszki.
Dwór składa się z kilku skrzydeł. Najstarsze pochodzi zapewne z XVIII wieku. Kolejne dobudowywano w XIX wieku i 1937. W związku z tym budowla nie stanowi jednolitej całości. Obecnie należy do Gospodarstwa Rolno-Hodowlanego Żydowo. Dwór położony jest w parku krajobrazowym o powierzchni pięciu hektarów.

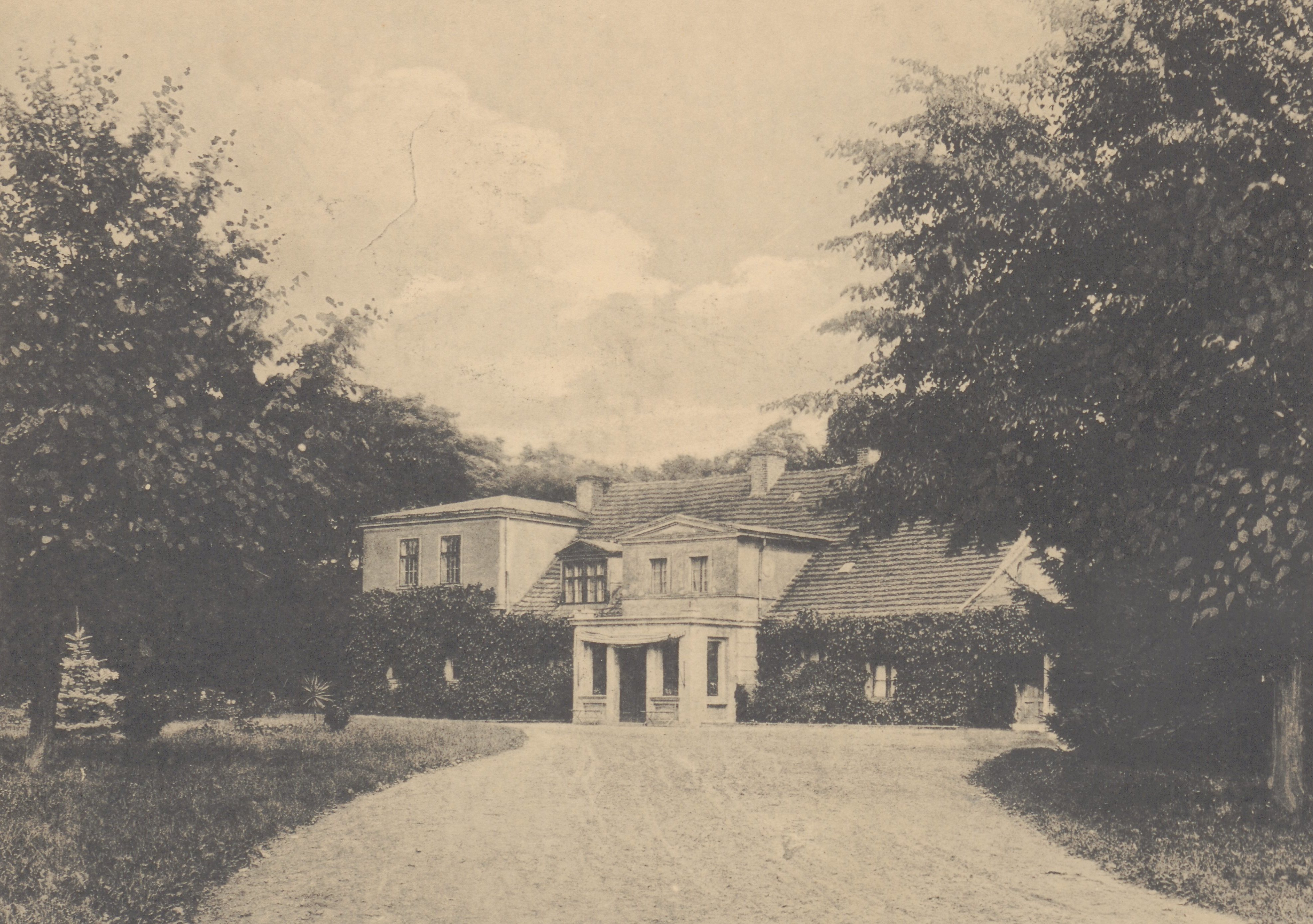
Widok dworu przed 1912